# The Frisco Kid
The Frisco Kid is een Amerikaanse western uit 1979 onder regie van Robert Aldrich. De film werd destijds in Nederland uitgebracht onder de titel Rabbi Abraham in het Wilde Westen.

## Verhaal
Een Poolse rabbijn wordt naar de Verenigde Staten gestuurd. Hij doorkruist het land van zijn aankomstplaats Philadelphia naar de Joodse gemeenschap in San Francisco. De rabbijn raakt onderweg bevriend met een jonge bankrover.

## Rolverdeling

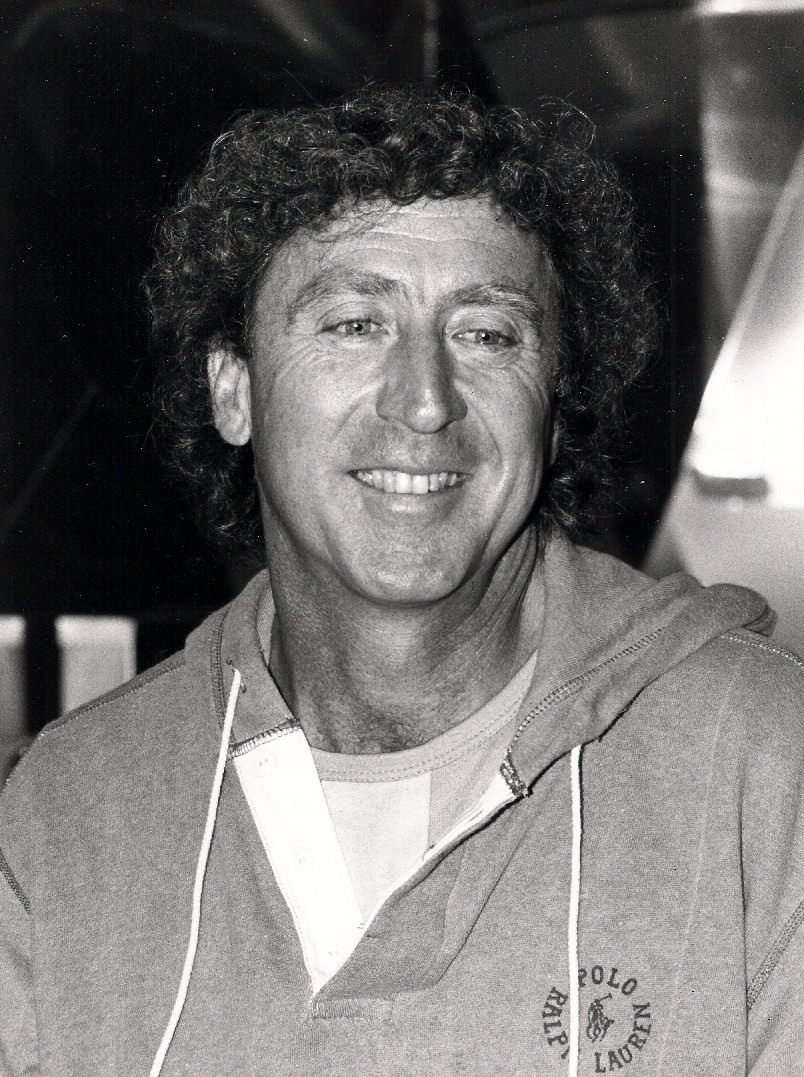
Gene Wilder

| Acteur             | Personage        |
| ------------------ | ---------------- |
| Gene Wilder        | Avram            |
| Harrison Ford      | Tommy            |
| Ramon Bieri        | Mijnheer Jones   |
| Val Bisoglio       | Chief Gray Cloud |
| George DiCenzo     | Darryl Diggs     |
| Leo Fuchs          | Opperrabbijn     |
| Penny Peyser       | Rosalie          |
| William Smith      | Matt Diggs       |
| Jack Somack        | Samuel Bender    |
| Beege Barkette     | Sarah Mindl      |
| Shay Duffin        | O'Leary          |
| Walter Janovitz    | Oude Amish       |
| Joe Kapp           | Monterano        |
| Clyde Kusatsu      | Mijnheer Ping    |
| Clifford A. Pellow | Mijnheer Daniels |